# Gymnastique artistique aux Jeux olympiques d'été de 1984
Navigation
Moscou 1980 Séoul 1988

## Résultats hommes

### Concours par équipes
| Médaille                            | Nom | Pays                                                                                               | Points |
| ----------------------------------- | --- | -------------------------------------------------------------------------------------------------- | ------ |
| Médaille d'or, Jeux olympiques      |     | États-Unis Bart Conner Timothy Daggett Mitchell Gaylord James Hartung Scott Johnson Peter Vidmar   | 591.40 |
| Médaille d'argent, Jeux olympiques  |     | Chine Li Ning Li Xiaoping Li Yuejiu Lou Yun Tong Fei Xu Zhiqiang                                   | 590.80 |
| Médaille de bronze, Jeux olympiques |     | Japon Kōji Gushiken Noritoshi Hirata Nobuyuki Kajitani Shinji Morisue Koji Sotomura Kyoji Yamawaki | 586.70 |

### Concours général individuel
| Médaille                            | Nom           | Pays       | Points  |
| ----------------------------------- | ------------- | ---------- | ------- |
| Médaille d'or, Jeux olympiques      | Kōji Gushiken | Japon      | 118.700 |
| Médaille d'argent, Jeux olympiques  | Peter Vidmar  | États-Unis | 118.675 |
| Médaille de bronze, Jeux olympiques | Li Ning       | Chine      | 118.575 |

### Finales par engins

#### Sol hommes
| Médaille                            | Nom              | Pays   | Points |
| ----------------------------------- | ---------------- | ------ | ------ |
| Médaille d'or, Jeux olympiques      | Li Ning          | Chine  | 19.925 |
| Médaille d'argent, Jeux olympiques  | Lou Yun          | Chine  | 19.775 |
| Médaille de bronze, Jeux olympiques | Koji Sotomura    | Japon  | 19.700 |
| Médaille de bronze, Jeux olympiques | Philippe Vatuone | France | 19.700 |

#### Cheval d'arçons hommes
| Médaille                            | Nom             | Pays       | Points |
| ----------------------------------- | --------------- | ---------- | ------ |
| Médaille d'or, Jeux olympiques      | Li Ning         | Chine      | 19.950 |
| Médaille d'or, Jeux olympiques      | Peter Vidmar    | États-Unis | 19.950 |
| Médaille d'argent, Jeux olympiques  | -               | -          |        |
| Médaille de bronze, Jeux olympiques | Timothy Daggett | États-Unis | 19.825 |

#### Anneaux hommes
| Médaille                            | Nom              | Pays       | Points |
| ----------------------------------- | ---------------- | ---------- | ------ |
| Médaille d'or, Jeux olympiques      | Koji Gushiken    | Japon      | 19.850 |
| Médaille d'or, Jeux olympiques      | Li Ning          | Chine      |        |
| Médaille d'argent, Jeux olympiques  | -                | -          |        |
| Médaille de bronze, Jeux olympiques | Mitchell Gaylord | États-Unis | 19.825 |

#### Saut hommes
| Médaille                            | Nom              | Pays       | Points |
| ----------------------------------- | ---------------- | ---------- | ------ |
| Médaille d'or, Jeux olympiques      | Lou Yun          | Chine      | 19.950 |
| Médaille d'argent, Jeux olympiques  | Mitchell Gaylord | États-Unis | 19.825 |
| Médaille d'argent, Jeux olympiques  | Koji Gushiken    | Japon      | 19.825 |
| Médaille d'argent, Jeux olympiques  | Shinji Morisue   | Japon      | 19.825 |
| Médaille d'argent, Jeux olympiques  | Li Ning          | Chine      | 19.825 |
| Médaille de bronze, Jeux olympiques | -                | -          |        |

#### Barres parallèles hommes
| Médaille                            | Nom               | Pays       | Points |
| ----------------------------------- | ----------------- | ---------- | ------ |
| Médaille d'or, Jeux olympiques      | Bart Conner       | États-Unis | 19.950 |
| Médaille d'argent, Jeux olympiques  | Kajitani Nobuyuki | Japon      | 19.925 |
| Médaille de bronze, Jeux olympiques | Mitchell Gaylord  | États-Unis | 19.850 |

#### Barre fixe hommes
| Médaille                            | Nom            | Pays  | Points |
| ----------------------------------- | -------------- | ----- | ------ |
| Médaille d'or, Jeux olympiques      | Shinji Morisue | Japon | 20.000 |
| Médaille d'argent, Jeux olympiques  | Tong Fei       | Chine | 19.955 |
| Médaille de bronze, Jeux olympiques | Koji Gushiken  | Japon | 19.950 |

## Résultats femmes

### Concours général par équipes femmes
| Médaille                            | Nom                                                                                             | Pays       | Points |
| ----------------------------------- | ----------------------------------------------------------------------------------------------- | ---------- | ------ |
| Médaille d'or, Jeux olympiques      | Ecaterina Szabo Laura Cutina Simona Pauca Cristina Grigoraș Mihaela Stanulet Lavinia Agache     | Roumanie   | 392.20 |
| Médaille d'argent, Jeux olympiques  | Mary Lou Retton Julianne McNamara Kathy Johnson Michelle Dusserre Tracee Talavera Pamela Bileck | États-Unis | 391.2  |
| Médaille de bronze, Jeux olympiques | Ma Yanhong Wu Jiani Chen Yongyan Zhou Ping Zhou Qiurui Huang Qun                                | Chine      | 388.60 |

### Concours général individuel femmes
| Médaille                            | Nom             | Pays       | Points |
| ----------------------------------- | --------------- | ---------- | ------ |
| Médaille d'or, Jeux olympiques      | Mary Lou Retton | États-Unis | 79.175 |
| Médaille d'argent, Jeux olympiques  | Ecaterina Szabo | Roumanie   | 79.125 |
| Médaille de bronze, Jeux olympiques | Simona Pauca    | Roumanie   | 78.675 |

### Finales par engins

#### Saut femmes
| Médaille                            | Nom             | Pays       | Points |
| ----------------------------------- | --------------- | ---------- | ------ |
| Médaille d'or, Jeux olympiques      | Ecaterina Szabo | Roumanie   | 19.875 |
| Médaille d'argent, Jeux olympiques  | Mary Lou Retton | États-Unis | 19.850 |
| Médaille de bronze, Jeux olympiques | Lavinia Agache  | Roumanie   | 19.750 |

#### Barres asymétriques femmes
| Médaille                            | Nom               | Pays       | Points |
| ----------------------------------- | ----------------- | ---------- | ------ |
| Médaille d'or, Jeux olympiques      | Ma Yanhong        | Chine      | 19.950 |
| Médaille d'or, Jeux olympiques      | Julianne McNamara | États-Unis | 19.950 |
| Médaille d'argent, Jeux olympiques  | -                 | -          |        |
| Médaille de bronze, Jeux olympiques | Mary Lou Retton   | États-Unis | 19.800 |

#### Poutre femmes
| Médaille                            | Nom             | Pays       | Points |
| ----------------------------------- | --------------- | ---------- | ------ |
| Médaille d'or, Jeux olympiques      | Simona Pauca    | Roumanie   | 19.800 |
| Médaille d'or, Jeux olympiques      | Ecaterina Szabo | Roumanie   | 19.800 |
| Médaille d'argent, Jeux olympiques  | -               | -          |        |
| Médaille de bronze, Jeux olympiques | Kathy Johnson   | États-Unis | 19.650 |

#### Sol femmes
| Médaille                            | Nom               | Pays       | Points |
| ----------------------------------- | ----------------- | ---------- | ------ |
| Médaille d'or, Jeux olympiques      | Ecaterina Szabo   | Roumanie   | 19.975 |
| Médaille d'argent, Jeux olympiques  | Julianne McNamara | États-Unis | 19.950 |
| Médaille de bronze, Jeux olympiques | Mary Lou Retton   | États-Unis | 19.775 |

## Tableau des médailles

### Hommes
| Rang  | Nation     | Or | Argent | Bronze | Total |
| ----- | ---------- | -- | ------ | ------ | ----- |
| 1     | Chine      | 4  | 4      | 1      | 9     |
| 2     | Japon      | 3  | 3      | 3      | 9     |
| 3     | États-Unis | 3  | 2      | 3      | 8     |
| 4     | France     | 0  | 0      | 1      | 1     |
| Total | Total      | 10 | 9      | 8      | 27    |

### Femmes
| Rang  | Nation     | Or | Argent | Bronze | Total |
| ----- | ---------- | -- | ------ | ------ | ----- |
| 1     | Roumanie   | 5  | 1      | 2      | 8     |
| 2     | États-Unis | 2  | 3      | 3      | 8     |
| 3     | Chine      | 1  | 0      | 1      | 2     |
| Total | Total      | 8  | 4      | 6      | 18    |

### Confondu
| Rang  | Nation     | Or | Argent | Bronze | Total |
| ----- | ---------- | -- | ------ | ------ | ----- |
| 1     | États-Unis | 5  | 5      | 6      | 16    |
| 2     | Chine      | 5  | 4      | 2      | 11    |
| 3     | Roumanie   | 5  | 1      | 2      | 8     |
| 4     | Japon      | 3  | 3      | 3      | 9     |
| 5     | France     | 0  | 0      | 1      | 1     |
| Total | Total      | 18 | 13     | 14     | 45    |